# LGD电子竞技俱乐部
杭州LGD电子竞技俱乐部（英語：Hangzhou LGD Gaming）是一家成立于2009年的中国电子竞技职业俱乐部。俱乐部目前包括英雄联盟、Dota 2、穿越火线、王者荣耀、和平精英等分部。

## 简介
LGD俱乐部最初是一支名为"FTD（For The Dream）"的DotA战队。其"LGD"的名称来自其最早的一家名为“贵州老干爹食品有限公司”的赞助商。
LGD俱乐部目前以Dota 2与英雄联盟分部为主要分支，另设立有绝地求生等分部。
2018年4月19日，LGD俱乐部与法国巴黎圣日耳曼足球俱乐部达成协议，巴黎圣日耳曼俱乐部成为LGD的Dota2分部“LGD战队”的赞助商，而LGD也在随后改名为PSG.LGD。

## 和平精英
2020年3月6日，LGD电子竞技俱乐部宣布收购SDR电子竞技俱乐部并成立LGD和平精英分部，并参加和平精英职业联赛。

### 赛训组
| ID     | 国籍           | 姓名   | 位置   |
| ------ | -------------- | ------ | ------ |
| 加多宝 | 中华人民共和国 | 杨帆   | 主教练 |
| 谈秋   | 中华人民共和国 | 邱天毅 | 教练   |
| 东海   | 中华人民共和国 | 徐笑   | 领队   |
| 背包   | 中华人民共和国 | 翁泉   | 经理   |

### 队员名单
| 位置   | 国籍           | ID     | 姓名   |
| ------ | -------------- | ------ | ------ |
| 架枪位 | 中华人民共和国 | 阿福   | 梁嘉福 |
| 指挥位 | 中华人民共和国 | 猫猫   | 吳昊   |
| 自由位 | 中华人民共和国 | 凌杀   | 黄俊彬 |
| 突击手 | 中华人民共和国 | 天     | 李昊奎 |
| 突击手 | 中华人民共和国 | 蓝忘机 | 卢盛发 |
| 架枪位 | 中华人民共和国 | YZZ    | 叶志伟 |
| 自由位 | 中华人民共和国 | 龙碧霞 | 潘婕   |
| 突击手 | 中华人民共和国 | 花傲天 | 华晨宇 |

（以上名單截止於2025年5月）

### 队伍荣誉
2021 PEL和平精英职业联赛S1赛季第四周周冠军
2021 PEL和平精英职业联赛S1赛季第五周周冠军
2021 PEL和平精英职业联赛S2赛季第三周周冠军
2021 PEL和平精英职业联赛S2赛季 季军
2021 PEL和平精英职业联赛S4赛季 季军
2022 PEL和平精英职业联赛夏季赛常规赛第二周周冠军
2022 PEL和平精英职业联赛夏季赛常规赛第四周周冠军
2022 PEL和平精英职业联赛夏季赛 季军
2023 PEL和平精英职业联赛夏季赛常规赛第一周周冠军
2023 PEL和平精英职业联赛夏季赛常规赛第三周周冠军
2024 PEL和平精英职业联赛夏季赛常规赛第七周周冠军
2024 PEL和平精英职业联赛夏季赛 亚军
2025 PEL和平精英职业联赛春季赛常规赛第五周周冠军（获得2025全球公开赛PEL赛区出征名额）
（战队荣誉仅统计官方赛事）

## Dota 2
LGD曾有多支Dota2战队。如后来独立为CDEC电子竞技俱乐部的LGD.CDEC战队和已经解散的LGD International战队等。
随着Valve宣布自2019年起无论战队积分如何每个俱乐部只能有一支队伍参加Dota 2国际邀请赛，原本作为LGD二队的LFY（LGD.Forever Young）战队成员除Super外全部离队并转投如RNG、Newbee等其他队伍，因而目前LGD可以被视为仅剩PSG.LGD一支Dota2战队。

### 战队成员
| 国籍           | ID         | 姓名   |
| -------------- | ---------- | ------ |
| 中华人民共和国 | shiro      | 郭轩昂 |
| 中华人民共和国 | 熊哥       |        |
| 中华人民共和国 | NIU        | 李孔博 |
| 中华人民共和国 | PYW        |        |
| 中华人民共和国 | WhyouSm1Le | 张懿萍 |

### 荣誉
冠军:
- MDL (Mars Dota 2 League)：2017、2018（长沙站）
- 震中杯(EPICENTER)：2018
- 基辅AniMajor：2021

亚军:
- Dota 2国际邀请赛：2018、2021
- 世界电子竞技大赛(WCA)：2015

## 英雄联盟分部
LGD英雄联盟分部成立于2012年，目前有两支战队，一支为参与顶级联赛LPL的LGD Gaming战队，一支为参与次级联赛LDL的VP Game战队。

### LGD Gaming

#### 荣誉
冠军:
- 英雄联盟职业联赛(1)：2015夏
- TGA大奖赛(1)：2013
- 电子竞技大师赛(1)：2014

亚军:
- 英雄联盟职业联赛(1)：2015春
- 全国电子竞技大赛：2016

## 王者荣耀
2020年1月8日，LGD电子竞技俱乐部宣布与大鹅文化合作，成立“LGD大鹅”王者荣耀战队，今后他们将出现在王者荣耀职业联赛的舞台上。2023年6月1日，王者荣耀知名主播骚白入股LGD王者荣耀分部，取代原先合作的大鹅文化公司，故作更名为杭州LGD.NBW。
2024KPL春季赛名单：

### 赛训名单
| 国籍           | ID     | 姓名   | 位置     |
| -------------- | ------ | ------ | -------- |
| 中华人民共和国 | 漠然   | 张家立 | 主教练   |
| 中华人民共和国 | 小泷   | 张小龙 | 助教     |
| 中华人民共和国 | 何欢   | 陈星宇 | 领队     |
| 中华人民共和国 | 香克斯 | 朱迪   | 赛训经理 |

### 队员名单
以下是2025夏季赛大名单
| 国籍 | ID     | 姓名   | 位置   |
| ---- | ------ | ------ | ------ |
| 中国 | 小落   | 王科   | 对抗路 |
| 中国 | 花花   | 丁璟灏 | 对抗路 |
| 中国 | 赤辰   | 伯晨赫 | 打野   |
| 中国 | 小白熊 | 程家辉 | 打野   |
| 中国 | 小名   | 李书名 | 中路   |
| 中国 | 黎明   | 黎明   | 中路   |
| 中国 | 小久   | 阳文明 | 发育路 |
| 中国 | 小涵   | 钟意涵 | 发育路 |
| 中国 | 臣臣   | 赵臣   | 游走   |
| 中国 | 小崽   | 夏肇汛 | 游走   |

## 穿越火线
2019年9月29日，LGD电子竞技俱乐部宣布与北美电竞公司Reciprocity Corp合作，共同成立穿越火线双端分部LGD.REC（简称R.LGD），今后他们将出现在穿越火线职业联赛（CFPL）以及穿越火线手游联赛（CFML）的比赛中。

### 端游名单
- ANKE.R.LGD
- 调调.R.LGD
- Wn99.R.LGD
- 子龙.R.LGD
- mino.R.LGD

### 手游名单
- Qss.R.LGD
- Min6.R.LGD
- Solo.R.LGD
- MoXia.R.LGD
- Jiez.R.LGD

## Apex 英雄
2024年5月24日，LGD以短约的形式签下了原属MDY-W的阵容，成立了Apex英雄分部。这支来自亚太南赛区的中国Apex战队将以LGD俱乐部的名义出战ALGS Y4（2024年）剩下的全部赛事与2024年电竞世界杯的赛事。

### 阵容与赛果
| ID          | 姓名   | 国籍 | 备注 |
| ----------- | ------ | ---- | ---- |
| Feiju       | 郭凌郡 |      | 队长 |
| Mingyue     | 骆彦廷 |      |      |
| Ld          | 汪轶鹏 |      |      |
| ART         | 许涛森 | 替补 |      |
| InsaneKoala |        | 教练 |      |
| Xiaolin     |        | 领队 |      |

在四个月后，合同即宣告到期。
| 比赛                       | 名次 |
| -------------------------- | ---- |
| ALGS Y4S1 常规赛           | 4    |
| ALGS Y4S1 季后赛（世界赛） | 37   |
| ALGS Y4S2 常规赛           | 13   |
| EWC 2024 Esports Cup       | 15   |
| ALGS Y4S2 季后赛（世界赛） | DSQ  |